# Leo Hausleiter
Leo Friedrich Hausleiter (* 9. Januar 1889 in München; † 8. Januar 1968 in Wolfratshausen) war ein deutscher Journalist und Politiker (NSDAP).

## Leben und Wirken

### Jugend, Ausbildung und Erster Weltkrieg
Hausleiter war der Sohn des Fabrikbesitzers Lorenz Hausleiter und der Margarete Kretschmann. In seiner Jugend besuchte er nacheinander die Volksschule, die Mittelschule und ein Humanistisches Gymnasium. Nach dem Abitur studierte Hausleiter Architektur (Kunstbau) und Nationalökonomie an den Technischen Hochschulen in Stuttgart und München. Er beendete sein Studium mit dem Abschluss eines Diplomingenieurs.
Am 1. Oktober 1913 trat Hausleiter in das 3. Feldartillerie-Regiment „Prinz Leopold“ der Bayerischen Armee ein. Mit dem Regiment nahm er nach Ausbruch des Ersten Weltkriegs an den Gefechten in Lothringen teil, kämpfte 1915 im Elsass und Galizien, 1916 in Siebenbürgen, erneut im Elsass, und an der Somme sowie 1917 erneut im Galizien und Lothringen. Im Krieg wurde er zum Leutnant befördert und mit beiden Klassen des Eisernen Kreuzes sowie dem Militärverdienstorden ausgezeichnet.

### Weimarer Republik
Nach dem Krieg beteiligte Hausleiter sich an der Zerschlagung der Bayerischen Räterepublik in München. Danach war er unter anderem als Inhaber einer Ofenfirma tätig, bei der der junge Rudolf Heß als Prokurist arbeitete. Am 12. Dezember 1921 heiratete er Charlotte Westermann (* 13. Oktober 1883 in Nürnberg; † 1954). Aus der Ehe gingen die Söhne Leo Cecil Laurenz Karl Walter (* 28. Juli 1923 in München; † 29. August 1943 bei Charkow) und Leo Cornelis August Peter Giselher Hermann (* 19. April 1925) hervor. Zwei weitere Kinder, ein Sohn und eine Tochter, die 1922 geboren wurden, starben noch im ersten Lebensjahr.
Von 1923 bis 1927 war Hausleiter Leiter einer Aktiengesellschaft. 1928 wurde er freier Schriftsteller. In dieser Eigenschaft begann er schließlich als freier Redakteur für Wirtschaftspolitik bei der damals vielgelesenen süddeutschen Tageszeitung Münchener Neuesten Nachrichten (MNN) zu arbeiten, sowie auch für verschiedene andere Zeitungen und Zeitschriften aus dem Knorr & Hirth-Verlag, bei dem auch die MNN erschienen. Durch seinen ehemaligen Angestellten Heß, dem er weiterhin freundschaftlich verbunden geblieben war, kam Hausleiter bereits in den 1920er Jahren in enge Fühlung mit der NSDAP, der er zum 1. Dezember 1932 beitrat (Mitgliedsnummer 1.411.505).

### Zeit des Nationalsozialismus
Heinrich Himmler, damals Chef der Bayerischen Polizei, sein Schwager Richard Wendler, Leo Hausleiter sowie dessen Frau Charlotte intervenierten aufgrund der Reichstagsbrandverordnung bei der Bayerischen Politischen Polizei. Unter dem Vorwand, es gäbe einen separatistischen Umsturzversuch, durchsuchten zur Hilfspolizei ernannte Mitglieder der Sturmabteilung am 23. März 1933 die Redaktionsräume des Verlags Knorr & Hirth und verhafteten führende Mitarbeiter. Himmler ernannte Hausleiter zum Kommissar des Verlages und nahm ihn gleichzeitig in die SS auf (SS-Nummer 36.062), wo er dem Sicherheitsdienst der SS (SD) zugeteilt und auf Veranlassung Himmlers zum SS-Hauptsturmführer ernannt wurde. Zusammen mit seinem Mitkommissar bei Knorr und Hirth Paul Edmund von Hahn führte der Ökonom in den folgenden Monaten die Gleichschaltung des Verlagshauses und der zu ihm gehörenden Zeitungen durch. Im Rahmen dieser Tätigkeit säuberten Hausleiter und Hahn den Verlag systematisch von Mitarbeitern, die mit der NS-Weltanschauung nicht konform gingen, die sie entließen und einigen Fällen – wie z. B. Erwein von Aretin – sogar verhaften ließen, und brachten so binnen kurzer Zeit einen erheblichen Teil der bayerischen Presse auf die nationalsozialistische Linie und speziell in das Lager von Himmler.
In dieser Zeit holte Hausleiter Redakteure des Kreises um die Zeitschrift Die Tat in die Redaktion der MNN, darunter insbesondere Giselher Wirsing. Die Zusammenarbeit mit Hahn entwickelte sich bald zu einem intensiv geführten Machtkampf, den Hausleiter im Mai 1933 für sich entscheiden konnte, als Hahn – eventuell auf Veranlassung Hausleiters – verhaftet und bald darauf ins KZ Dachau eingeliefert wurde. Erfolglos war dagegen die kurzzeitige Tätigkeit Hausleiters als Chefredakteur der MNN, die er nach dem Ausscheiden von Wilhelm Fried provisorisch übernommen hatte und bald durch den effektiveren Wirsing ersetzt wurde. Im Juli 1933 übernahm Hausleiter trotzdem die Herausgeberschaft der Süddeutschen Monatshefte. Sein politischer Einfluss hatte zu dieser Zeit als Mitarbeiter des Sicherheitsdienst des Reichsführers SS (SD), der Bayerischen Politischen Polizei und vor allem als Leiter der bayerischen Schutzhaftkommission, der die Entscheidung über und die Verfügung von KZ-Einweisungen oblag, ihren Höhepunkt erreicht.
Im Dezember 1935 endete Hausleiters Tätigkeit als Chefredakteur, als Knorr und Hirth in den Eher Verlag, den Parteiverlag der NSDAP, eingegliedert wurde, wobei der Direktor des Eher Verlages, Max Amann, sein Ausscheiden erzwang.
Hausleiter wurde stattdessen Direktor des Hamburger Weltwirtschaftsarchivs (HWWA; 15. April 1936 bis 1945) und Leiter des auf seine Initiative am 1. Dezember 1937 gegründeten Hamburger Weltwirtschafts Instituts e.V. (HWWI). Während dieser Zeit war er weiterhin ehrenamtlich für den SD tätig, den er mit Informationen belieferte, die ihm durch seine Tätigkeit bekannt wurden.
Während des Zweiten Weltkrieges errichtete Hausleiter Ende 1941 die Auswertungsstelle der Technischen und Wirtschaftlichen Weltfachpresse e.V. (TWWA) und veröffentlichte zur selben Zeit einige propagandistisch gefärbte Publikationen zum Kriegsgeschehen. In der SS erhielt er im November 1943 den Rang eines Oberführers.
Nach Ende des Zweiten Weltkrieges wurde Hausleiter am 10. Mai 1945 von der britischen Militärregierung und bis zum 14. Februar 1948 interniert. Die Bielefelder Spruchkammer verurteilte ihn in diesem Jahr zu einer Geldstrafe von 10.000 Reichsmark, von der 5000 RM durch die Internierung als abgegolten galten.

## SS-Beförderungen
- 23. April 1934: SS-Hauptsturmführer
- 1. Juni 1934: SS-Sturmbannführer
- 20. April 1936: SS-Obersturmbannführer
- 30. Januar 1939: SS-Standartenführer
- 9. November 1943: SS-Oberführer

## Schriften
- Revolution der Weltwirtschaft von der ersten Dampfmaschine bis zur Golddämmerung. Mit 9 Schaubildern. 1931.
- Ist England stark genug? Hamburg. Welt-Wirtschafts-Institut E. V. Eine Bestandsaufnahme s. Weltmachtposition. 1939.
- Quo vadis, Amerika? Hamburgisches Welt-Wirtschafts-Institut E. V. Der politische und wirtschaftl. Standort der Vereinigten Staaten. 1940.